# Boswellia popoviana
Boswellia popoviana là một loài thực vật thuộc họ Burseraceae.

## Endemism
Đây là loài đặc hữu của Yemen.

## Môi trường sống
Môi trường sống tự nhiên của chúng là rừng khô nhiệt đới hoặc cận nhiệt đới và vùng nhiều đá.